# Hannelore Kraft
Hannelore Kraft (Mülheim an der Ruhr, 12 juni 1961) is een Duits SPD-politica. Tussen 2010 en 2017 was ze de minister-president  van Noordrijn-Westfalen. 

## Biografie
Hannelore Kraft werd in 1961 in Mülheim an der Ruhr als Hannelore Külzhammer geboren. Na haar eindexamen in 1980 volgde ze een opleiding tot bankbediende. Tussen 1982 en 1989 studeerde ze economie aan de Universität/Gesamthochschule Duisburg, een van de voorlopers van de huidige Universiteit Duisburg-Essen. Tussen 1986 en 1987 voltooide ze een deel van haar studie aan het King's College in Londen.
Sinds 1994 is Kraft lid van de SPD en sinds 2000 is ze namens die partij lid van de landdag van Noordrijn-Westfalen. Voor deze deelstaat was ze van april 2001 tot november 2002 minister van bonds- en Europese zaken en aansluitend tot juni 2005 minister van wetenschap en onderzoek. In 2005 werd ze fractievoorzitter van de SPD in Noordrijn-Westfalen, wat ze bleef tot haar verkiezing als minister-president in 2010. Bovendien werd ze in 2007 voorzitter van de SPD in Noordrijn-Westfalen en in 2009 een van de vier vicevoorzitters van de federale SPD.
Hoewel de SPD tijdens de landdagverkiezingen van 9 mei 2010 zetels verloor, werd ze, vanwege het nog grotere verlies van de CDU, de meest waarschijnlijke kandidaat om een regering in Noordrijn-Westfalen te vormen. De door de SPD gewenste coalitie met die Grünen haalde op één zetel na geen meerderheid. Na een formatie van meer dan twee maanden werd Hannelore Kraft op 14 juli 2010, met een minderheidsregering van SPD en die Grünen, verkozen tot minister-president van Noordrijn-Westfalen. Bij tussentijdse verkiezingen op 13 mei 2012 wisten de SPD en die Grünen wel een meerderheid in de landdag te behalen.
Na de verloren deelstaatsverkiezingen in Noordrijn-Westfalen op 14 mei 2017, waarbij de CDU de grootste partij werd, legde zij per direct haar SPD-partijfuncties neer.
Hannelore Kraft is getrouwd en heeft één zoon.
- Gemeinsame Normdatei: 141118725
- International Standard Name Identifier: 0000 0003 6869 286X
- Virtual International Authority File: 311097158
- WorldCat: E39PBJgt33hdXpmgQqT9xWWMT3